# Ayacucho (Buenos Aires)
Ayacucho – miasto w Argentynie, położone we wschodniej części prowincji Buenos Aires.

## Opis
Miasto założone 22 czerwca 1866 roku, według spisu powszechnego 17 listopada 2001 roku liczyło 16 444, 27 października 2010 ludność Ayacucho wynosiła 17 364 . Obecnie miejscowość stanowi ważną stację węzłową w tym regionie, krzyżują się tu linie kolejowe z miejscowości Tandil - San Agustín i Maipú. 